# La llavor de l'home
 La llavor de l'home  (títol original en italià: Il seme dell'uomo) és una pel·lícula italiana dirigida per Marco Ferreri estrenada el 1969. Ha estat doblada al català.

## Argument
La pel·lícula s'obre amb imatges d'homes, dones blanques i negres i els nens en diverses situacions, en el fons amb un so de tipus electrònic.
En una autopista, dos nois, Cino i Dora, estan fent una pausa durant el llarg viatge que els portarà a casa. Un cop que han travessat un llarg túnel, es troben supervivents d'una catàstrofe desconeguda. Arriben a un lloc de reconeixement i no se'ls explica que estan en un estat d'emergència, que estan sols i que han de trobar una casa.

## Repartiment
- Marco Margine: Cino
- Anne Wiazemsky: Dora
- Annie Girardot: l'estrangera

## Al voltant de la pel·lícula
- En competició en el Festival internacional de cinema fantàstic d'Avoriaz 1973.